# Hermann Rolle
Franz Hermann Rolle (* 17. September 1864 in Freiburg im Breisgau; † 12. Mai 1929 in Berlin-Schöneberg) war ein deutscher Ethnographica- und Naturalienhändler und Malakologe.

## Leben
Hermann Rolle gründete 1889 in Berlin eine Naturalienhandlung, die er in der Folge unter den Namen „Naturhistorisches Institut Kosmos“ bzw. auch „Naturhistorisches und Ethnographisches Institut Kosmos“ bis zu seinem Ruhestand führte.
Er baute umfangreiche Sammlungsbestände an Mollusken, Insekten, Vögeln und auch Ethnographica auf und verkaufte anschließend die Objekte aus seinem Sortiment an zahlreiche Museen und Privatsammler. In der Zeit von 1901 bis 1906 arbeiteten Anton Hermann Fassl und von 1903 bis zu seiner Selbständigkeit 1910 Alexander Heyne bei ihm als Entomologe.
Hermann Rolle arbeitete wissenschaftlich mit dem Molluskenkundler und Mitgründer der Deutschen Malakozoologischen Gesellschaft Wilhelm Kobelt zusammen, mit dem er auch gemeinsam publizierte.
In der Malakologie ist er unter anderem Erstbeschreiber der Schnirkelschnecke Helix pelagonesica (Rolle, 1898).
Zahlreiche seiner Exponate wurden im Lauf der Zeit vom deutschen Zoologen und Begründer des heutigen Museums Koenig Alexander Koenig erworben.
Seine Insektenbestände wurden nach seinem Ruhestand in der Zeit um 1921/22 an den Entomologen Eugène Le Moult (1882–1967) in Paris verkauft.
Er war Mitglied der Malacological Society of London.

## Schriften (Auswahl)
- Diagnosen neuer Arten. In: Nachrichtsblatt der Deutschen Malakozoologischen Gesellschaft, 24, S. 50–52. Frankfurt am Main 1892 (biodiversitylibrary.org)

- Diagnosen neuer Landschnecken. In: Nachrichtsblatt der Deutschen Malakozoologischen Gesellschaft, 25, S. 33–35. Frankfurt am Main 1893 (biodiversitylibrary.org)

- Eine neue Pseudoglessula. In: Nachrichtsblatt der Deutschen Malakozoologischen Gesellschaft, 25, S. 86–87. Frankfurt am Main 1893 (biodiversitylibrary.org)

- Diagnosen neuer orientalischer Arten. In: Nachrichtsblatt der Deutschen Malakozoologischen Gesellschaft, 26, 7/8, S. 136–139. Frankfurt am Main 1894 (biodiversitylibrary.org)

- mit Wilhelm Kobelt: Iconographie der Land- & Süsswasser-Mollusken mit vorzüglicher Berücksichtigung der europäischen noch nicht abgebildeten Arten von E. A. Rossmässler. Neue Folge. Erster Supplement-Band. Beiträge zur Molluskenfauna des Orients. Kreidel, Wiesbaden 1895–1897 (biodiversitylibrary.org)

- mit Wilhelm Kobelt: Diagnosen neuer Pomatien. In: Nachrichtsblatt der Deutschen Malakozoologischen Gesellschaft, 28, 3, S. 34–37. Frankfurt am Main 1896 (biodiversitylibrary.org)

- Eine neue Anodonta. In: Nachrichtsblatt der Deutschen Malakozoologischen Gesellschaft, 29, 9/10, Frankfurt am Main 1897, S. 172 (biodiversitylibrary.org)

- Eine neue Pomatia. In: Nachrichtsblatt der Deutschen Malakozoologischen Gesellschaft, 30, 5/6, Frankfurt am Main 1898, S. 91–92 (biodiversitylibrary.org)

- Eine neue Jacosta. In: Nachrichtsblatt der Deutschen Malakozoologischen Gesellschaft, 30, 11/12, Frankfurt am Main 1898, S. 165–166 (biodiversitylibrary.org)

- Eine neue Pleurotomaria. In: Nachrichtsblatt der Deutschen Malakozoologischen Gesellschaft, 31, 3/4, Frankfurt am Main 1899, S. 62 (biodiversitylibrary.org)

- Pleurotomaria salmiana m. In: Nachrichtsblatt der Deutschen Malakozoologischen Gesellschaft, 31, 11/12, Frankfurt am Main 1899, S. 161–164, Taf. [1] (biodiversitylibrary.org)

- Ein neuer Bulimus aus Peru. In: Nachrichtsblatt der Deutschen Malakozoologischen Gesellschaft, 33, 5/6, Frankfurt am Main 1901, S. 93–95 (biodiversitylibrary.org)

- Diagnosen neuer Arten. Nachrichtsblatt der deutschen Malakozoologischen Gesellschaft, 43, 1, Frankfurt am Main 1911, S. 30–32 (biodiversitylibrary.org)

- Beschreibung neuer Arten. Nachrichtsblatt der deutschen Malakozoologischen Gesellschaft, 43, Frankfurt am Main 1911, S. 71–74 (biodiversitylibrary.org)